# Super Mario Strikers
Super Mario Strikers (スーパーマリオストライカーズ, Supa Mario Sutoraikāzu), conhecido como Mario Smash Football na Europa e Austrália, é um jogo eletrônico de futsal desenvolvido pela Next Level Games para o Nintendo GameCube. O jogo foi inicialmente lançado na Europa e nos Estados Unidos pelo final de 2005, e no Japão e Austrália no início de 2006. A sequência, intitulada Mario Strikers Charged, também foi programada pela Next Level Games, porém servira apenas para o Wii. Os desenvolvedores do jogo trabalharam na série NHL um pouco antes de iniciar os trabalhos com Strikers, o que serviu como inspiração para criar o ambiente dinâmico e ação física que ocorre no jogo.
Strikers é um jogo de esportes que inclui várias características e tamas da série Mario. O combate apresenta todos os aspectos e objetivos básicos de um jogo de futebol. Como não tem árbitros, os personagens podem bater e atacar seus oponentes de forma legítima, a fim de tirar a bola. Semelhante a outros jogos de esportes como Mario Power Tennis, o jogador pode usar itens empregados no Mario, como bananas ou conchas, para deter o avanço inimigo e, assim, ganhar vantagem durante o jogo. O capitão de cada equipe é capaz de realizar um Super Strikers, que, caso for realizado em ritmo adequado, pode gerar dois pontos extras para a equipe detentora da técnica. Todo time é composto por um capitão, representado por um personagem principal do Mario, e três figuras secundárias, funcionando como companheiros de campo.
O jogo recebeu uma boa recepção da mídia especializada. Alcançou uma pontuação média de 76% na GameRankings. Em geral, os críticos elogiaram a acessibilidade e o modo multijogador de Strikers, mas também mencionaram a falta de mais opções de jogo, bem como, uma maior diversidade de módulos para o estado single player.

## Jogabilidade

Os competidores podem ser congelados por escudos azuis. A imagem acima mostra uma partida do jogo com o placar empatado entre Waluigi e Peach.

Super Mario Strikers é um jogo de esportes focado no futebol de salão, incluindo vários dos personagens e elementos da série Mario. O jogador escolhe um time com cinco membros, como a equipe adversária. Além disso, o capitão de cada equipe é representado por um dos personagens principais da série, enquanto três outros personagens secundários de Mario funcionam como parceiros (de time). Kritter é o goleiro para todas as equipes, apenas no "Super Team" é uma exceção, uma vez que a equipe de capitães consiste em quatro robôs, cujo goleiro é o Robô-Kritter. Tanto os parceiros quanto os capitães têm diferentes graus de jogabilidade, o que indica que seus atributos desportivos podem diferir em "equilíbrio", como em "defesa", permitindo uma combinação harmonística de diferentes tipos de equipamentos. Strikers contém o mesmo sistema tático de partida presente em outros jogos de futebol, incluindo a capacidade dos jogadores correrem, enfrentarem os adversários e dominarem a bola. Entretanto, os competidores podem legitimamente acertar os oponentes com ou sem a bola, a fim de proteger o gol, técnica chamada de "big hit". O jogo também apresenta os chamados passes e tiros "perfeitos", os quais são ativados quando o jogador passa a bola para um companheiro que está perto de completar pontuação final. O ataque mais poderoso que pode ser executado é o "Super Strike", sendo instruído pelo capitão de cada equipe e gerando dois pontos, caso bem-sucedido. Uma vez que o ataque é carregado, o jogador deve pressionar no momento exato um botão para que a barra de energia visível na tela se esgote, e, assim, dispare um tiro de meta com o objetivo de alcançar o gol e delimitar os pontos. No momento que se ativa o "Super Striker", aparece uma breve animação específica para cada personagem.
Da mesma maneira que ocorre em Mario Power Tennis, o esportista pode usar itens como bananas, conchas vermelhas, etc - para impedir o avanço do rival. Os "power-ups" podem ajudar os jogadores garantindo impermeabilidade temporária, enquanto outros imobilizam e impedem o avanço da equipe adversária. O principal inimigo do universo Mario, Bowser, irá aparecer ocasionalmente como uma figura não controlável, que impedirá a atuação dos jogadores de ambos os lados. Striker contém seis fases, todas com uma barreira rodeando o campo, a fim de que a bola não extrapole os limites regulados. Estes estágios diferem apenas na aparência, mas não alteram a jogabilidade, com diferentes superfícies, como a grama e madeira. O jogador pode ajustar as opções de jogo para limitar ou ampliar a duração das partidas, e seleciona certas características, tais como o "Super Striker". À medida que o jogador avança no jogo, vários ajustes adicionais podem ser desbloqueados.
Striker contém diversos modos de jogo como o "Grudge Match", modo padrão para as partidas single player, bem como as multiplayer. Há sessões de treinamento, "Strikers 101", onde o jogador pode melhorar seus aspectos individuais, relacionados com os chutes e os contra-ataques. As "Battles Cup" permitem unir até quatro jogadores simultâneos para competirem em torneios, e, assim, elevar os gruas de dificuldade do jogo, premiando o jogador vencedor com troféus. O último torneio é o nível "Super", que denota a condição mais alta de complexidade nas diferentes categorias dos campeonatos.

## Desenvolvimento
Strikers foi desenvolvido pela Next Level Games, que apresentou o jogo durante a convenção E3, na sua versão de 2005. Durante uma entrevista com o diretor do jogo, Mike Inglehart, juntamente com o diretor de marketing, Grace Kim, o primeiro declarou que Super Mario Strikers estava destinado a ser simplesmente um jogo mais realista em comparação com outros títulos de esportes da série Mario, porém a equipe de desenvolvimento decidiu dar ao jogo uma perspectiva "superior", após várias consultas com a Nintendo. Next Level Games mencionou que Strikers contém algumas semelhanças com NHL Hitz Pro em relação a sua jogabilidade, influenciando na "jogabilidade ágil" de Strikers, bem como o uso de goleiros e a possibilidade de usar ataques dentro do estádio. Os desenvolvedores também revelaram que gostariam de fazer um sistema de personagens "equilibrado e divertido", embora a Nintendo tivesse a "última palavra" sobre o design dos mesmos, queria  estilos fortes e agressivos, mas sem afetar o design típico e caracterização dos demais. Por esta razão, o processo de gravação das vozes para Strikers necessitou de mais linhas e sons, em comparação aos jogos anteriores da série.
Acompanhado pelo produtor Ken Yeeloy, Inglehart expressou em uma entrevista o seu desejo de vincular um novo recurso usando Strikers junto ao futebol. Por isso, a equipe decidiu acentuar a "parte mais emocionante" do jogo, e Inglehart sugeriu a inclusão da barreira eletrificada no interior do estádio para exemplificar o uso da força física dentro do esporte. Ele também explicou as razões pelas quais não foi incluído um sistema de faltas ou cartões amarelos; seria melhor focar num sistema de poderes, dividindo, assim, as forças da equipe para cada jogador, e garantindo um equilíbrio entre o impulso dos personagens.

## Recepção
Super Mario Strikers recebeu críticas favoráveis em sua maioria, os especialistas elogiaram a caracterização contida no jogo e seu estilo visual gráfico. Brian Ekberg, da GameSpot, enalteceu a acessibilidade do jogo quanto ao seu sistema de controles, como mencionou que o "Strikers te permite assumir o controle e começar a jogar de imediato". Da mesma forma, os críticos saudaram os desenvolvedores pela escolha das regras tradicionais do futebol, em favor da criação de um sistema de jogo semelhante ao arcade. Apesar disso, a IGN queixou-se da variedade "decepcionantemente precária" de modos de jogo, bem como a baixa diversidade de personagens selecionáveis e inflexibilidade no momento de escolher o alinhamento das equipes. Em uma revisão similar, feita pela Eurogamer, criticou-se os vagos atributos oferecidos pelos personagens, o que implicou certa dificuldade para determinar seus respectivos pontos fortes e fracos. Embora apreciar a variedade de estádios presente em Strikers, a GameSpot observou que eles só diferem uns dos outros nos retoques estéticos, em seguida, comentou a falta de traços físicos para torná-los mais interessantes.
O sistema multijogador de Strikers foi, particularmente, bem recebido pela crítica, os revisores elogiaram a "ação dinâmica e agressiva." No entanto, em outras resenhas, a modalidade de jogador single player foi avaliada, sendo, pelos críticos, considerada  "chata e repetitiva". A GameSpot mencionou que algumas características foram "sobre-exploradas", incluindo o fato dos personagens poderem atacar e, constantemente, se chocarem uns contra os outros capacidade, além da capacidade dos jogadores correrem continuamente, dada a ausência de um mediador de energia. Mas, a Eurogamer disse que o jogo foi muito mais profundo do que o previsto, enquanto a IGN elogiou os "controles rígidos" e o poder especial Super Strikes. A capacidade de empurrar os inimigos na barreira elétrica e o uso de itens em determinados momentos foram considerados meios para tornar o jogo divertido, no instante em que o jogador estava no modo defensivo.
Os gráficos do jogo receberam uma resposta mista, pois, em diversas análises, foi apontado que as imagens de Strikers apresentaram alguns problemas ocasionais. Embora certos críticos elogiaram o modelo das personagens e animações dos gols, a GameSpot, lamentou a ausência de uma "sensação de Mario" ao avaliar os menus de opções e seções de configurações. IGN notou algumas "texturas borradas, estádios pouco originais, e na maioria das vezes, uma taxa lenta, quase incompreensível, de fotogramas por segundo", apesar de apreciar o estilo artístico dos personagens. Quanto ao áudio, alguns críticos ficaram descontentes, porque, consideraram a trilha sonora "bastante limitada [...] e altamente repetitiva." GameSpot comentou que a música aplicada nos menus tinha um "estilo pouco agradável", apesar de às vezes, quando você ouve a celebração do Luigi no momento em que ele marca um gol é "encantadora", mas depois de uma audição várias vezes, torna-se "tediosa".

## Prêmios e vendas
Durante a cobertura da conferência GameSpot E3 2005, o título "Melhor Jogo de Desporto" foi atribuído ao Super Mario Strikers, sendo nomeado para a categoria de "Melhor Jogo do Evento." Por parte da GameSpy, o jogo recebeu prêmios de "Melhor Jogo de Esportes do GameCube", "Melhor GameCube Multiplayer", todos eles durante a edição dos "Melhores Jogos de 2005", e também venceu a segunda posição numa  lista, na qual o site abordou os melhores jogos do GameCube de 2005. Da mesma forma, o jogo foi nomeado para a categoria "Melhor Jogo de Esportes" pela Academy of Interactive Arts & Sciences,  para a edição de 2006 do Interactive Achievement Awards. Até 27 de dezembro de 2007, Super Mario Strikers conseguiu vender 950 mil cópias nos Estados Unidos.